# (311) Claudia
(311) Claudia es un asteroide perteneciente al cinturón de asteroides descubierto el 11 de junio de 1891 por Auguste Honoré Charlois desde el observatorio de Niza, Francia.
Se desconoce la razón del nombre.
Forma parte de la familia asteroidal de Coronis.